# Tajemství pralesa
Tajemství pralesa (1881, La Jangada, huit cents lieues sur L'Amazone) je dobrodružný román francouzského spisovatele Julesa Verna z jeho cyklu Podivuhodné cesty (Les Voyages extraordinaires). Česky kniha vyšla též pod názvem Osm set mil po Amazonce, francouzský název Jangada je označení pro obrovský obytný vor sloužící k plavbě po jihoamerickém veletoku.

## Obsah románu

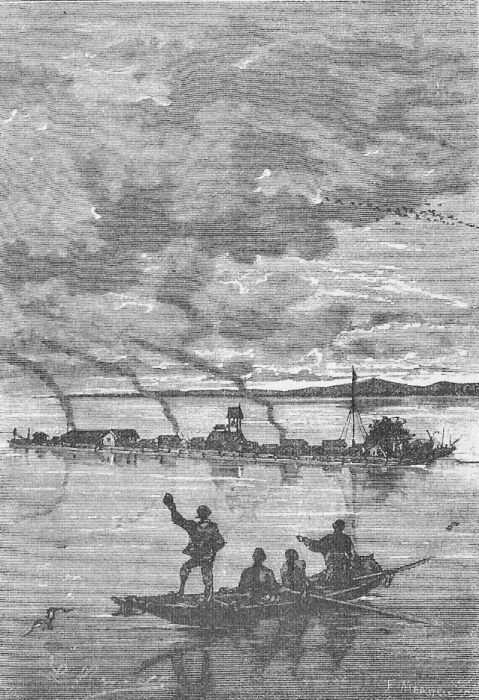
Tajemství pralesa. původní ilustrace Léona Benetta.

Příběh knihy začíná roku 1852, kdy se na farmě Joama Garrala ležící poblíž peruánského města Iquitos na horním toku Amazonky připravuje vše k dlouhé plavbě po proudu řeky. Joam Garral má totiž se svou ženou Jaquitou dvě dospělé děti - syna Benita a dceru Minhu. Benito má přítele Manoela Valdeze, do kterého se Minha zamilovala. Svatba se ale má konat v Manoelově rodném městě Belém v Brazílii. Joamovi se do Brazílie příliš nechce, ale nakonec je přesvědčen svou manželkou a nechá vystavět Jangadu, obrovský obytný vor. Na palubě Jangady je celá Joamova rodina, početný personál z peruánské farmy a také zboží, které chce Joam cestou prodat. Plavba probíhá v klidu a pasažéři voru vnímají krásu břehů Amazonky. To vše se ale změní, když se na palubu voru dostane muž jménem Torres. Ten sice nejprve zachrání Joamovi život, když je napaden aligátorem, ale pak začne Joama vydírat.
Dozvídáme se, že Joam Garral se ve skutečnosti jmenuje Joam Dacosta. Ten byl roku 1826 v Brazílii neprávem obviněn z krádeže diamantů a z vraždy a odsouzen k trestu smrti. Podařilo se mu utéci z vězení, nalézt útočiště v Peru na farmě portugalského farmáře Magalhäese a později se oženit s jeho dcerou Jaquitou. Rovněž se ukáže, že Torres, který je lovcem otroků, vlastní dokument, který prokazuje Dacostovu nevinu a který získal od skutečného pachatele těsně před jeho smrtí. Torres však tento důkaz předloží pouze pod podmínkou, že se za něho Minha provdá. V opačném případě Dacostu udá brazilským úřadům. Dacosta Torresovy návrhy rozhořčeně odmítne a vykáže Torrese z voru.
Po příjezdu do Manausu je Dacosta skutečně zatčen a hrozí mu poprava. Benito horečně pátrá po Torresovi, a když ho najde, dojde mezi nimi k souboji, při kterém je Torres zabit. Zřítí se sice z útesu do řeky, ale Benito se k němu odvážně ponoří ve skafandru, aby získal dokument o otcově nevině. Vznikne ale nový problém. Benito sice získal potřebný dokument, ale ten je zašifrovaný a šifru znal pouze mrtvý Torres. Listina se dostává do rukou soudce Jarriqueze, který díky svému důvtipu v poslední chvíli šifru rozluští a přednese soudu doznání skutečného zloděje a vraha. Joam Dacosta je tímto nadosmrti zbaven jakéhokoli obvinění a může pokračovat v plavbě do Belému, kde se Minha šťastně vdá za Manoela Valdeze.
Kniha přináší vedle dobře napsaného dobrodružného napínavého příběhu také mnoho cenných informací o přírodě, městech a vesnicích v povodí Amazonky.

## Ilustrace
Knihu Tajemství pralesa ilustroval Léon Benett

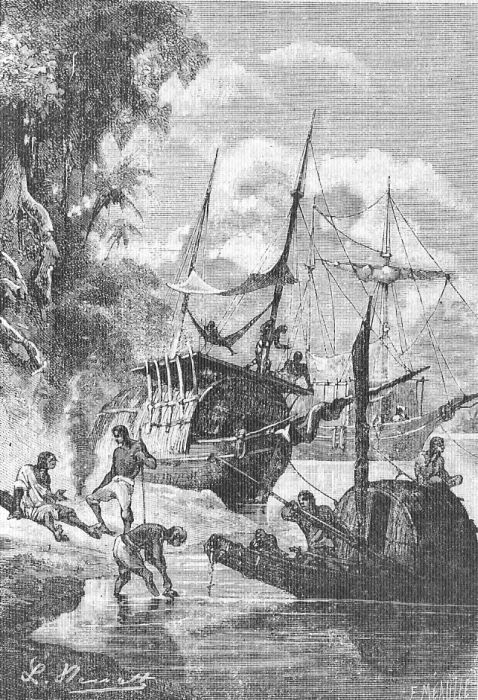
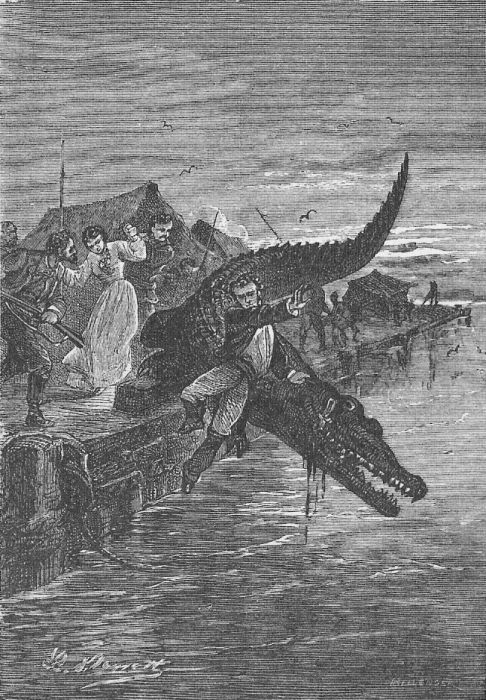
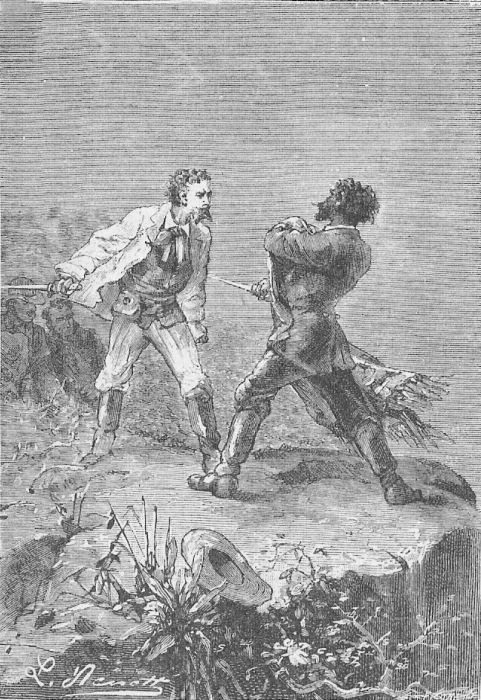
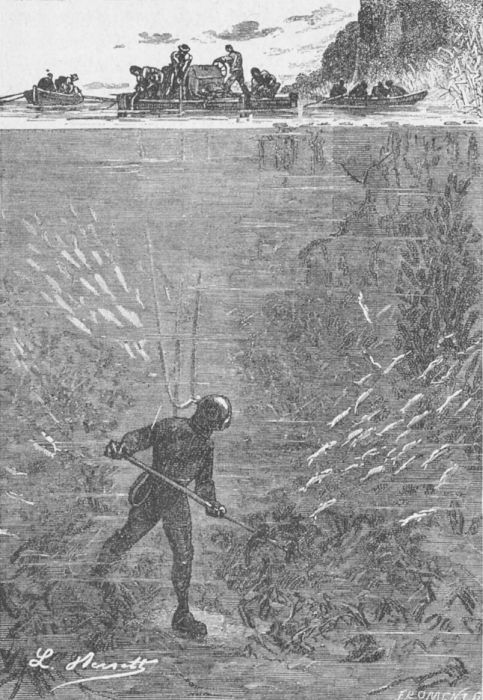
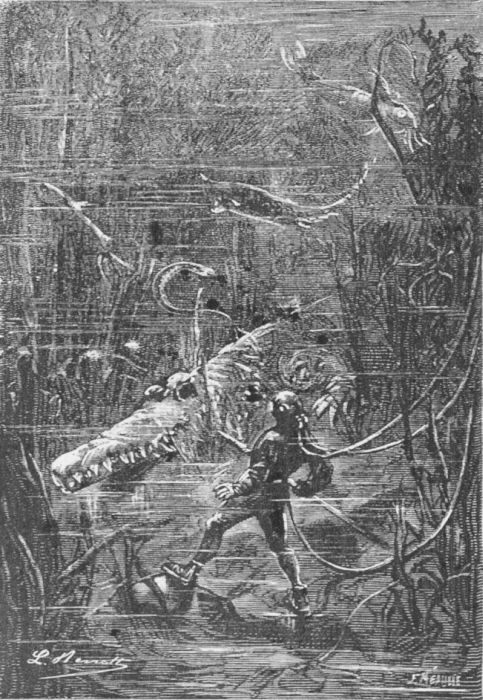

## Filmová zpracování
- 800 leguas por el Amazonas, Mexiko 1959, režie Emilio Gómez Muriel,
- Eight Hundred Leagues Down the Amazon, Peru a USA 1993, režie Luis Llosa,
- La Jangada, Francie 2001, režie Jean-Pierre Jacquet, animovaný film,

## Česká vydání
- Jangada, Alois R. Lauermann, Praha 1883, přeložil Alois Cerman, Dostupné online.
- Tajemství pralesa, Josef R. Vilímek, Praha 1895, přeložil Alois Cerman,
- Jangada, Eduard Beaufort, Praha 1912, přeložil Alois Tvrdek, dva svazky,
- Tajemství pralesa, Josef R. Vilímek, Praha 1913, přeložil Alois Cerman, znovu 1923 a 1930.
- Tajemství pralesa, Josef R. Vilímek, Praha 1942, přeložil Zdeněk Hobzík, znovu 1946 a 1947.
- Tajemství pralesa, SNDK, Praha 1959, přeložil Zdeněk Hobzík,
- 800 mil po Amazonce, Mladá fronta, Praha 1967, přeložila Jitka Křesálková,
- Tajemství pralesa, Návrat, Brno 1999, přeložil Alois Cerman, znovu 2006.
- Tajemství pralesa, Nakladatelství Josef Vybíral, Žalkovice 2020, přeložil Alois Cerman.
- Tajemství pralesa, Omega, Praha 2022, přeložil Alois Cerman.